# 1903 (szám)
Az 1903 (római számmal: MCMIII) az 1902 és 1904 között található természetes szám.

## A matematikában
A tízes számrendszerbeli 1903-as a kettes számrendszerben 11101101111, a nyolcas számrendszerben 3557, a tizenhatos számrendszerben 76F alakban írható fel.
Az 1903 páratlan szám, összetett szám, félprím. Kanonikus alakja 111 · 1731, normálalakban az 1,903 · 103 szorzattal írható fel. Négy osztója van a természetes számok halmazán, ezek növekvő sorrendben: 1, 11, 173 és 1903.
Az 1903 ötvenöt szám valódiosztóösszeg-függvényeként áll elő, ezek közül a legkisebb is nagyobb 10 000-nél.